# Parque periurbano Sierra de Gracia
El parque periurbano Sierra de Gracia es un parque periurbano de Andalucía situado en Archidona (provincia de Málaga, España). Fue declarado el 7 de mayo de 1999 y tiene una superficie de 35,3 ha de topografía movida por su carácter montañoso en ladera, ocupando la zona de mayor interés natural y cultural de la sierra. Se trata de un espacio de importantes características naturales, que reúne unas condiciones que le confieren una alta capacidad de acogida de usuarios, constituyendo una zona de esparcimiento muy próxima a Archidona. 
En su interior se encuentra el castillo de Archidona, declarado Bien de Interés Cultural por Ley 16/1985, de 25 de junio. Además, parte del espacio natural se halla dentro del Conjunto Histórico-Artístico de Archidona, cuya declaración como tal se llevó a cabo por Real Decreto 3093/1980, de 22 de diciembre.